# Rhinocricus insulsus
Rhinocricus insulsus är en mångfotingart som beskrevs av Henri W. Brölemann 1903. Rhinocricus insulsus ingår i släktet Rhinocricus och familjen Rhinocricidae. Inga underarter finns listade i Catalogue of Life.